# Commentationes Societatis Regiae Scientiarum Gottingensis
Commentationes Societatis Regiae Scientiarum Gottingensis (abreviado Commentat. Soc. Regiae Sci. Gott.) fue una revista ilustrada con descripciones botánicas que fue editada en Gotinga (Alemania). Se publicaron 16 números desde el año 1779 hasta 1808. Fue precedida por Novi commentarii Societatis Regiae Scientiarum Gottingensis y reemplazada por Commentationes Societatis Regiae Scientiarum Gottingensis recentiores.